# 西村昭
西村 昭（にしむら あきら、1935年〈昭和10年〉11月20日 - 1992年〈平成4年〉5月6日）は、日本の政治家。大阪府大東市長（4期）。位階は従五位。勲四等旭日小綬章。

## 経歴
大阪府出身。南郷村立中学校（現在の大東市立南郷中学校）卒。大東市議会議員、同副議長を経て、1976年〈昭和51年〉大東市長選挙に当選。市長を4期務める。1992年〈平成4年〉元小学校校長の近藤松次に敗れた。落選後、任期満了の2日後に死去した。

## 栄典
- 死没日付をもって従五位に叙され、勲四等旭日小綬章が追贈された[5]。